# Florian Carvalho
Florian Carvalho (Fontainebleau, 9 maart 1989) is een atleet uit Frankrijk, die gespecialiseerd is in de middellange afstand. Hij nam tweemaal deel aan de Olympische Spelen. Naast vijfvoudig Frans kampioen op de 1500 m won hij een aantal Europese jeugdtitels.

## Biografie
Carvalho werd professioneel atleet in 2011. Hij was in 2008 al Europees kampioen veldlopen geworden bij de junioren. Dit deed hij in 2011 over bij de beloften (atleten U23). Carvalho werd in datzelfde jaar Europees kampioen bij de beloften op de 1500 m. Op de Europese baankampioenschappen van 2012 behaalde hij een zilveren medaille op de 1500 m na Henrik Ingebrigtsen. Op de Olympische Spelen van dat jaar werd hij uitgeschakeld in de halve finale.
Carvalho is aangesloten bij US Nemours Saint-Pierre. Zijn grootvader komt uit Portugal.

## Titels
- Europees jeugdkampioen veldlopen - 2008
- Europees jeugdkampioen U23 veldlopen - 2011
- Europees jeugdkampioen U23 1500 m - 2011
- Frans kampioen 1500 m - 2011, 2012, 2013, 2016, 2018

## Persoonlijke records
Baan
| Onderdeel | Prestatie | Datum            | Plaats      |
| --------- | --------- | ---------------- | ----------- |
| 800 m     | 1.47,44   | 7 augustus 2009  | Ninove      |
| 1000 m    | 2.19,33   | 27 juni 2014     | Nancy       |
| 1500 m    | 3.33,47   | 6 juli 2013      | Saint-Denis |
| 3000 m    | 8.05,82   | 20 mei 2017      | Nemours     |
| 5000 m    | 13.27,76  | 16 juni 2018     | Carquefou   |
| 10.000 m  | 28.04,05  | 29 augustus 2020 | Pacé        |

Weg
| Onderdeel      | Prestatie | Datum            | Plaats   |
| -------------- | --------- | ---------------- | -------- |
| 10 km          | 28.25     | 30 december 2018 | Houilles |
| 20 km          | 58.40     | 8 oktober 2017   | Parijs   |
| halve marathon | 1:00.58   | 17 oktober 2020  | Gdynia   |
| marathon       | 2:10.24   | 6 december 2020  | Valencia |

Indoor
| Onderdeel   | Prestatie | Datum            | Plaats     |
| ----------- | --------- | ---------------- | ---------- |
| 800 m       | 1.50,61   | 1 februari 2014  | Mondeville |
| 1000 m      | 2.19,95   | 28 februari 2014 | Metz       |
| 1500 m      | 3.40,41   | 8 februari 2013  | Düsseldorf |
| 3000 m      | 7.45,77   | 16 februari 2013 | Birmingham |
| 2 Eng. mijl | 8.32,87   | 21 februari 2015 | Birmingham |

## Palmares

### 800 m
- 2006: 7e in ½ fin. WK junioren - 1.49,98

### 1500 m
- 2008: 7e WK junioren - 3.49,48
- 2011:  EK U23 - 3.50,42
- 2011: 13e in serie WK - 3.53,88
- 2012:  EK - 3.46,33
- 2012: 13e in ½ fin. OS - 3.40,61 (series: 3.37,05)
- 2013: 11e WK - 3.39,17
- 2016: 5e EK - 3.47,32
- 2016: 10e in serie OS - 3.41,87

### 3000 m
- 2013: 5e EK indoor - 7.53,23

### 10 km
- 2015:  Paris Centre in Parijs - 29.02
- 2015:  We Run Rome - 28.46

### marathon
- 2019: 11e marathon van Parijs - 2:12.53

### veldlopen
- 2007:  EK junioren - 20.11
- 2008:  EK junioren - 18.42,  landenklassement
- 2009: 4e EK U23 - 25.30,  landenklassement
- 2010:  EK U23 - 24.14,  landenklassement
- 2011:  EK U23 - 23.44
- 2014:  Franse kamp. - 12.56
- 2014: 4e EK - 32.59
- 2015: 6e EK - 30.06